# Franz Theodor Kugler
Franz Theodor Kugler (født 19. januar 1808 i Stettin, død 18. marts 1858 i Berlin) var en tysk kunsthistoriker. 
Kugler blev 1833 professor i kunsthistorie ved Kunstakademiet og docent ved Universitetet i Berlin og fik senere en ledende stilling i Kultusministeriet med hensyn til kunstkultus (1857 blev han geheimoverregeringsråd). Sin forfatterbane begyndte han med Denkmäler der bildenden Kunst des Mittelalters in den preussischen Staaten (1830); efter en del småarbejder, især med arkitektonisk indhold, kom hovedværkerne Handbuch der Geschichte der Malerei, von Konstantin den Grossen bis auf die neuere Zeit (2 bind, 1837, en 3. stærkt retoucheret udgave 1866—67), Handbuch der Kunstgeschichte (1841—42; 5. oplag i Lübkes bearbejdelse), Kleinere Schriften und Studien zur Kunstgeschichte (3 bind, 1853—54) og den ufuldendte Geschichte der Baukunst (3 bind, 1855—60, fortsat 1867—73 i 2. bind ved Burckhardt, Lübke og Gurlitt), arbejder, der var epokegørende for deres tid ved deres videnskabelige opbygning, forfatterens forholdsvis betydelige selvsyn og det samlende blik over kunsten i forhold til tidsudviklingen; i bearbejdelse har også nogle kunnet hævde sig lige op til nutiden. Kugler har tillige forfattet Geschichte Friedrichs den Grossen (1840, illustreret af Adolph Menzel; mange oplag af teksten), samt dramaer, noveller (Doge und Dogaressa) og lyrik (se Belletristischen Studien, 8 bind, 1852).